# Synthèse néoclassique
La synthèse néoclassique est une école de pensée économique majeure issue de l'intégration de certaines théories de l'école néoclassique au keynésianisme originel. Courant dominant dans le monde économique et politique pendant les Trente Glorieuses, ses fondateurs sont Paul Samuelson et John Hicks. L'école de la synthèse a été dépassée par la Nouvelle économie classique et par la Nouvelle économie keynésienne.

## Histoire

### Des origines keynésiennes
Le keynésianisme originel naît avec la publication, en 1936, de la Théorie générale de l'emploi, de l'intérêt et de la monnaie par John Maynard Keynes. Il fonde un nouveau courant de pensée, le keynésianisme, qui se répand dans un premier temps au Royaume-Uni. L'ouvrage est toutefois peu mathématisé et assez touffu. Il est synthétisé et mathématisé par des économistes américains dans les années qui suivent, et qui le transposent sous la forme de manuels d'économie.
La transposition du keynésianisme aux États-Unis permet un travail d'étoffement. Les idées issues de l'école néoclassique y étant fortes, des économistes mélangent dans leurs manuels les idées keynésiennes avec quelques idées néoclassiques. Ils reprennent les théories liées à la possibilité d'un chômage de masse à l'équilibre, de la fugacité de l'équilibre général, de la nécessité de l'intervention de l’État, et y ajoutent des idées néoclassiques sur la croissance et les comportements maximisateurs. Ils mathématisent enfin le keynésianisme afin de rendre ses fondements plus solides.
Ainsi, pour Walter Heller, président du Council of Economic Advisers sous l'administration de John Fitzgerald Kennedy, la révolution keynésienne a trois sources : John Maynard Keynes, l'américanisation de Keynes par Alvin Hansen et « la « modernité » des années cinquante et soixante ».

### Une synthèse durable
L'école de la synthèse néoclassique, aussi appelée néokeynésianisme, met provisoirement fin à l'opposition entre les keynésiens et les néoclassiques. Paul Samuelson écrit en 1955 que, « ces dernières années, 90 % des économistes américains ont cessé d'être des « économistes keynésiens » ou « antikeynésiens ». Ils ont plutôt travaillé à une synthèse de ce qui était valable aussi bien dans l'ancienne économie que dans les théories modernes de détermination du revenu. Le résultat peut être appelé "synthèse néoclassique" et est accepté dans ses grandes lignes par tous, excepté 5 % d'auteurs à l'extrême gauche et à l'extrême droite ».
La synthèse néoclassique devient dominante dans les années 1950. Ses idées sont utilisées par la majorité des décideurs publics dans les années qui suivent. La systématisation de l'utilisation des recettes de relance budgétaire mises en lumière par Keynes et la synthèse conduisent à ce qu'on a appelé le keynésianisme hydraulique. Toutefois, la synthèse commence à se craqueler dans les années 1970 : contrairement à ses prédictions, la hausse de l'inflation ne cause pas un recul du chômage, invalidant la courbe de Philips. Les relances budgétaires augmentent la dette publique mais ne relancent pas la croissance économique. La difficulté des décideurs à gérer l'inflation avec les outils proposés par la synthèse les incite à se tourner vers le monétarisme et la nouvelle économie classique, qui donnent des clefs de compréhension de la situation présente. Les programmes de recherche de la synthèse néoclassique s'arrêtent, et donneront naissance des décennies plus tard à la nouvelle économie keynésienne.

## Fondements théoriques

### Mathématisation
La synthèse néoclassique formalise le keynésianisme originel, qui, très peu mathématisé, n'était pas doté d'une force démonstrative importante. Cette mathématisation est permise par l'apport de statisticiens et de mathématiciens convertis à l'économie. Les principaux auteurs de la synthèse étaient mathématiciens, dont notamment Samuelson et Hicks.

### Court terme et long terme
La synthèse néoclassique intègre les mécanismes keynésiens à court terme, et néoclassiques à long terme. Elle place en son cœur le modèle IS/LM. La synthèse néoclassique soutient que Keynes a raison sur le court terme, et que le keynésianisme originel permet de comprendre les perturbations économiques et donne des méthodes pour les corriger. La théorie de l'équilibre général serait, elle, confirmée à long terme sous certaines conditions. 

### Effet autorégulateur
Les économistes de la synthèse peuvent ainsi mettre en avant l'existence de l'effet Keynes d'autorégulation du chômage, là où Keynes lui-même n'en était pas convaincu.

## Modèles

### Modèle IS/LM
Le modèle IS/LM est le premier apport majeur de la synthèse néoclassique, proposé en 1937 par John Hicks dans son article « M. Keynes et les « Classiques » ». Le modèle permet de visualiser les effets de différentes politiques économiques en reliant  l'investissement et l'épargne (IS) au marché monétaire (LM), en rapport avec le taux d'intérêt et le volume de la production. En d'autres termes, le modèle présente le processus par lequel le revenu national et le taux d'intérêt sont déterminés simultanément.

### Courbe de Phillips
La courbe de Phillips relie le taux d'inflation au taux de chômage. Dans sa première version, proposée par Phillips en 1958, la courbe relie le taux de croissance des salaires en ordonnées et le taux de chômage en abscisses. La courbe est reprise par Samuelson et Solow en 1960, qui remplacent le taux de croissance des salaires par l'inflation et concluent à un arbitrage entre le taux de chômage et l'inflation.

### Théorème de Haavelmo
Le théorème de Haavelmo est un théorème créé par Trygve Haavelmo qui précise les conditions d'efficacité d'une politique budgétaire.

### Modèle Hecksher-Ohlin-Samuelson
Le modèle Hecksher-Ohlin-Samuelson est le modèle standard du commerce international de la synthèse néoclassique.

### Théorie du déséquilibre
Une des dernières théories développées par la synthèse néoclassique est la théorie du déséquilibre. Elle cherche à aller au-delà du paradigme néoclassique walrassien en y intégrant des éléments keynésiens afin d'expliquer les causes du chômage involontaire de manière alternative.

## Débats et critiques

### Dilution du keynésianisme
Du fait de l'utilisation d'éléments issus du néoclassicisme, ainsi que des modifications apportées aux idées originales de Keynes, les idées proprement keynésiennes se retrouvent progressivement diluées dans la synthèse. Pierre Dockès, reprenant une déclaration d'Axel Leijonhufvud, a ainsi pu dire que « rabattre Keynes et les premiers keynésiens sur une synthèse du type équilibre général walrasien + rigidité des salaires, c'est une escroquerie intellectuelle ». 
La synthèse soutenant que le chômage de long terme est dû à une rigidité des salaires et à des salaires trop élevés, certains étudiants de Keynes ont critiqué cette école de pensée en considérant qu'elle trahissait les fondements du keynésianisme. Ces anciens élèves ont ensuite fondé le post-keynésianisme. 

### Nouvelle synthèse néoclassique
Au cours des années 1990 et 2000, une « nouvelle synthèse néoclassique » est apparue, qui combine à nouveau des éléments keynésiens et des éléments néoclassiques, mais qui intègre également de nouveaux éléments issus de la critique de Lucas : modèles d'équilibre général et la rationalité des agents.